# R. Ralph Baker
Reginald Ralph „Tex“ Baker (* 31. August 1924 in Houston, Texas; † 11. April 1994 in Fort Collins, Colorado), häufig auch als R. Ralph Baker erwähnt, war ein US-amerikanischer Biologe und Phytopathologe.

## Leben
Baker war der Sohn von Reginald Ralph Baker, Sr. und Eleanora Margarite Baker, geborene Weiss. Von 1932 bis 1941 arbeitete er auf der Robin-Hood-Eierfarm in Houston, Texas. Von 1943 bis 1944 absolvierte er das Doane College. Von 1943 bis 1946 diente er als Leutnant bei der United States Navy im Pazifik. 1948 erwarb er den Bachelor of Science und 1950 den Master of Science an der Colorado State University (CSU) in Fort Collins. 1954 wurde er mit der Dissertation Sexual behavior of Hypomyces solani f. cucurbitae an der University of California, Berkeley zum Ph.D. in Phytopathologie promoviert. Im selben Jahr wurde er Professor für Botanik und Phytopathologie an der Colorado State University. Als er der CSU-Fakultät beitrat, stand die Floristikindustrie des Bundesstaates wegen verschiedener Blumenkrankheiten kurz vor dem Zusammenbruch. Bakers Forschungen über Welke und Stängelfäule bei Nelken führten zur Entwicklung eines pathogenfreien Pflanzgutprogramms, bei dem Pflanzenstecklinge verwendet werden, eine Technik, mit der fast alle gängigen Blumenkrankheiten eliminiert wurden. Seine Arbeit führte auch zu vielen der heute üblichen Hygienemaßnahmen in Gewächshäusern, darunter das Fernhalten von Wasserschläuchen vom Boden und die Desinfektion von Bewässerungssystemen und Schneidwerkzeugen. Von 1962 bis 1964 war Baker stellvertretender Direktor der Forschungsstiftung der Colorado State University. Von 1963 bis 1964 hatte er eine Gastprofessur an der University of California, Berkeley. Von 1968 bis 1969 war er Gastprofessor der National Science Foundation an der University of Cambridge, England.
Bakers Arbeit führte in den 1970er Jahren zu mehreren weltraumbezogenen Projekten, bei denen er an Studien über die Auswirkungen der Schwerelosigkeit auf Pflanzenzellen, an der Analyse von Mondstaubproben auf das Vorhandensein von lebenden Organismen und an der Bewertung des Einflusses von Mondstaub auf das Pflanzenwachstum mitwirkte. Er war Autor oder Co-Autor von mehr als 100 Artikeln, 40 Rezensionen, Buchkapiteln und Abschnitten in Symposien, veröffentlichte zahlreiche technische Bulletins und gab drei Bücher heraus, darunter in Zusammenarbeit mit Winfred D. Holley das Werk Carnation production, including the history, breeding, culture and marketing of carnations (1963).
Baker wurde von der Colorado Greenhouse Growers Association in die Colorado Floriculture Hall of Fame aufgenommen und erhielt außerdem einen Friend of the Industry Award der Vereinigung. Die Pacific Division der American Phytopathological Society zeichnete ihn für sein Lebenswerk aus, und die NASA verlieh ihm in den 1970er Jahren zwei Auszeichnungen für besondere Leistungen, darunter 1973 den Apollo Group Achievement Award und 1976 den Recipient Group Achievement Award für die gemeinsame Bion-Satelliten-Mission der Vereinigten Staaten und der Sowjetunion. Im Januar 1994 erhielt er den Titel „Forscher des Jahres“ der Colorado State University für sein 40 Jahre umspannendes Lebenswerk.
Baker war Fellow der American Association for the Advancement of Science, Mitglied bei Sigma Xi, der American Phytopathological Society und beim American Institute of Biological Sciences.

## Privates
Ralph Baker war zweimal verheiratet: Im August 1952 heiratete er Margaret Katherine Whitaker, die 1961 starb. Im Juni 1965 heiratete er Eleanor Joanne Damer, die 1983 starb. Er hatte drei Söhne und drei Töchter.